# Gary Beadle
Gary Beadle (Northumberland; 22 de marzo de 1988), conocido artísticamente como Gaz, es una personalidad televisiva inglesa reconocido por formar parte del programa de televisión Geordie Shore transmitido por el canal de televisión por cable MTV.

## Carrera
Antes de Geordie Shore, Gaz trabajó en diversos puestos. En 2008, comenzó su carrera como modelo.
Se hizo conocido por ser un miembro original del reparto de Geordie Shore, fue la primera persona en darse a conocer en la serie. Ha alcanzado una gran fama tanto en Reino Unido, como en el continente europeo. Es caracterizado por su peinado. A finales de 2017 decidió no participar más en dicha serie ya que se convertiría en padre. Formó parte de las primeras 15 temporadas de la serie, convirtiéndose en el miembro del reparto con más participación continua en el programa. En 2019, Beadle comenzó a protagonizar la serie de MTV Geordie OGs, una serie derivada de Geordie Shore. 
También se anunció que Gary tomaría parte en el nuevo programa de MTV Spring Break With Grandad, que ve a ocho y veinte personas en Cancún con sus abuelos para las vacaciones de primavera.
Beadle también ha hecho apariciones especiales en programas de televisión como Borrachera y Safeword.
En 2017, Beadle apareció como un participante famoso en la versión australiana de Hell's Kitchen. Reveló que su caridad elegida es Australian Wounded Heroes, ya que estaba en Royal Marines a los 16 años en Inglaterra.
Ha aparecido en la portada de varias revistas para mujeres, tales como DNA, en marzo de 2013.
Además es dueño de su propia marca de ropa llamada "11 degrees".

## Vida privada
Actualmente tiene una relación con la modelo Emma Mcvey, la cual es madre de su primer hijo, Chester Raymond Beadle-Mcvey, que nació el 15 de enero de 2018.
En junio de 2019, Gaz anunció a través de Instagram que él y Emma esperan un segundo hijo (una niña, Primrose). En noviembre de 2019, Gaz anunció a través de Instagram que él y Emma estaban comprometidos.
Actualmente Gaz ha roto su matrimonio y planea una vuelta a Geordie shore en 2024.

## Filmografía

### Programas de Televisión
| Año       | Título                        | Rol      | Notas                                                             |
| --------- | ----------------------------- | -------- | ----------------------------------------------------------------- |
| 2011-2017 | Geordie Shore                 | Él mismo | Elenco principal (Temporada 1-15; 131 Episodios)                  |
| 2015 2016 | Ex on the Beach               | Él mismo | Ex de Melissa Reeves (Temporada 2) Elenco principal (Temporada 5) |
| 2017      | Vacaciones con los abuelos    | Él mismo | Presentador                                                       |
| 2017      | Hell's Kitchen Australia      | Él mismo | Subcampeón                                                        |
| 2019-20   | Geordie Shore: Los Originales | Él mismo | Elenco principal (Temporada 1-2; 14 Episodios)                    |
| 2020      | Geordie Shore: Sus Historias  | Él mismo | Elenco principal                                                  |

### Apariciones como invitado
- Big Brother's Bit on the Side (10 de julio de 2012)

- Celebrity Wedding Planner (18 de octubre de 2013)

- Drunk History (23 de febrero de 2016)

- Britain's Got More Talent (28 de mayo de 2016)

- Safeword (9 de junio de 2016)

- This Morning (1 de septiembre de 2016)